# Liste des cardinaux créés par Grégoire XV
Le pape Grégoire XV (1621-1623) a créé 11 cardinaux dans 3 consistoires, dont 1 français et 1 espagnol. Deux d'entre eux sont neveux du pape, et un est cousin.

## 15 février1621
- Ludovico Ludovisi (Italie)

## 19 avril1621
- Antonio Caetani (Italie)
- Francesco Sacrati (Italie)
- Francesco Boncompagni (Italie)
- Ippolito Aldobrandini (Italie)

## 21 juillet1621
- Lucio Sanseverino (Italie)
- Marcantonio Gozzadini (Italie)

## 5 septembre1622
- Cosimo de Torres (Italie)
- Armand Jean du Plessis de Richelieu (France)
- Ottavio Ridolfi (Italie)
- Alonso de la Cueva-Benavides y Mendoza-Carrillo (Espagne)